# 圣瓦伦蒂诺-托里奥
圣瓦伦蒂诺-托里奥（義大利語：San Valentino Torio），是意大利萨莱诺省的一个市镇。总面积9平方公里，人口10211人，人口密度1134.6人/平方公里（2009年）。ISTAT代码为065132。